# ローレライ (通報艦)
| 写真はドイツ海軍「ローレライ」。 |                                                                                |
| 艦歴                             |                                                                                |
| 発注                             | 王立海軍ダンツィヒ造船所                                                       |
| 起工                             | 1858年2月                                                                      |
| 進水                             | 1859年5月20日                                                                  |
| 就役                             | 同年9月28日                                                                    |
| 退役                             |                                                                                |
| その後                           |                                                                                |
| 除籍                             | 1896年10月除籍後解体処分。                                                     |
| 性能諸元（竣工時）               |                                                                                |
| 排水量                           | 常備：430トン 満載：470トン                                                    |
| 全長                             | 47.08m                                                                         |
| 水線長                           | 43.34m                                                                         |
| 全幅                             | 6.6m                                                                           |
| 吃水                             | 3.2m                                                                           |
| 機関                             | 型式不明石炭専焼円缶1基 +単動2気筒レシプロ機関1基1軸推進                       |
| 最大出力                         | 350hp                                                                          |
| 最大速力                         | 10.5ノット（機関航行時）                                                       |
| 航続距離                         | -ノット/-海里（石炭:-トン）                                                    |
| 乗員                             | 65名                                                                           |
| 兵装                             | 竣工時：12cm単装砲2基 1873年：12.5cm（23口径）単装砲1基 8cm（23口径）単装砲2基 |

ローレライ(Aviso SMS Loreley) はドイツ帝国海軍の外輪船型の通報艦で同型艦はない。

## 艦形と武装

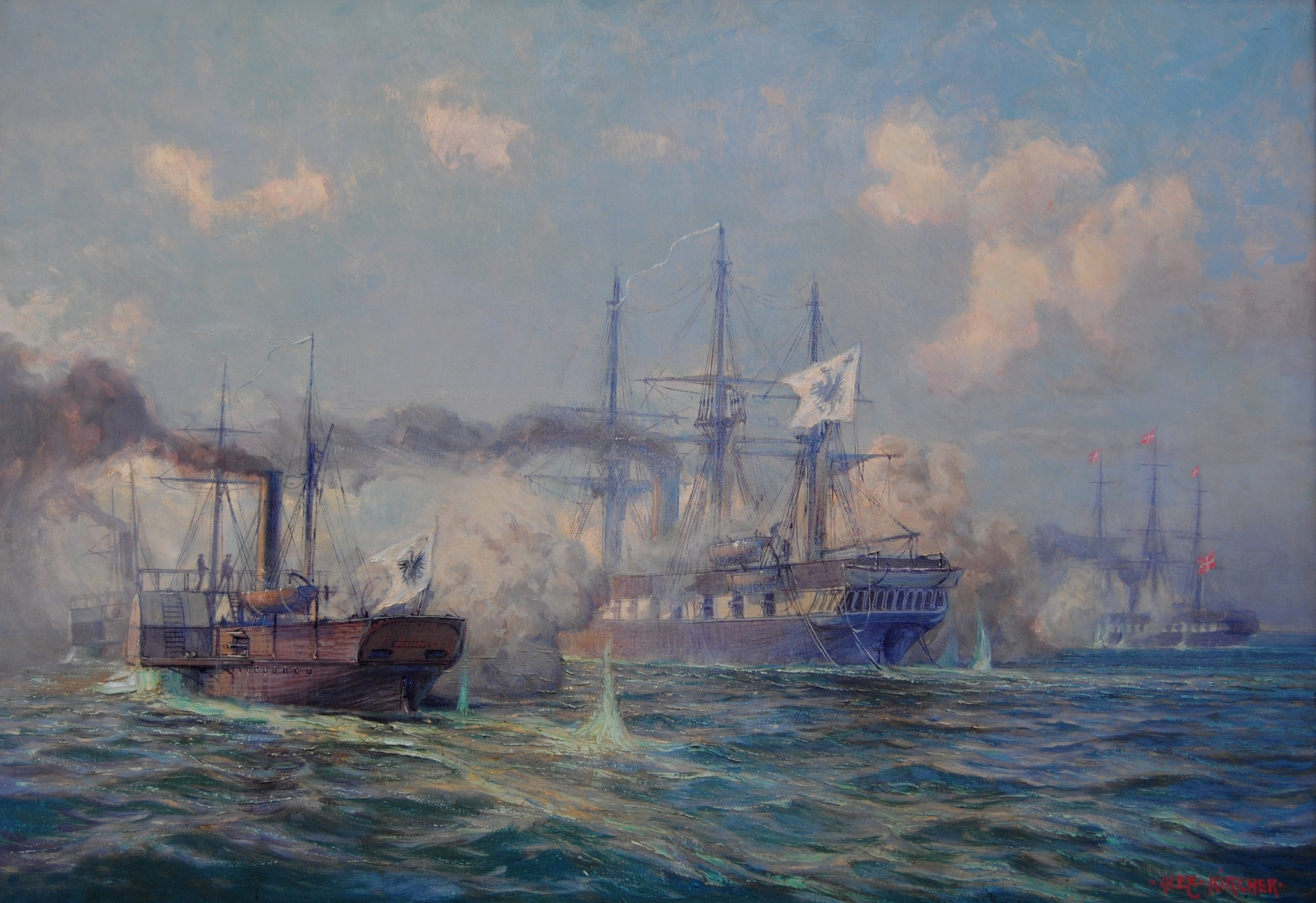
1864年のデンマークとの海戦を描いた絵画。左側の外輪船が本艦
(画)アレクサンダー・キルヒャー

本艦の基本形状は平甲板型船体に2本の帆走用マストを持ち、1番・2番マストの間に1本煙突を持っていた。船体中央部にフルカン社製ボイラー1基と単膨脹型2気筒レシプロ機関による1軸推進で片舷に直径5.36m・24枚のパドルを持つ外輪を駆動した。本艦の機関は竣工時には350馬力を発し、速力10.5ノットが可能であった。
1870年から1873年にかけて近代化改装が行われ、船体サイズは全長46.6mへと変更された物の、機関の換装は行われず速力は9.1ノットに低下した。帆走用の帆は竣工時は310平方フィートであったが、改装後は200平方フィートに減少した。
武装は就役時は12cm単装砲2基であったが、前述の改装後は12.5cm（23口径）単装砲1基と8cm（23口径）単装砲2基に更新された。